# ギオルギ・グガヴァ (柔道)
ギオルギ・グガヴァ（グルジア語: გიორგი გუგავა、グルジア語ラテン翻字: Giorgi Gugava、1978年11月10日 ‐ ）は、ジョージアの柔道家。

## 主な戦績
- 1998年 - トビリシ国際柔道大会 優勝（90kg級）
- 1999年 - パリ国際柔道大会 優勝（90kg級）
- 1999年 - ヨーロッパ柔道選手権大会 5位（90kg級）
- 1999年 - トビリシ国際柔道大会 優勝（90kg級）
- 2000年 - ポーランドオープン・ワルシャワ 優勝（90kg級）
- 2000年 - ヨーロッパ柔道選手権大会 5位（90kg級）

（出典、JudoInside.com）。